# Droga krajowa B65 (Austria)
Droga krajowa B65 (Gleisdorfer Straße) – droga krajowa we południowej Austrii łącząca stolicę Styrii Graz z Węgrami. Początkowo arteria biegnie równolegle do Autostrady Południowej przez Gleisdorf. W rejonie 138 km Autostrady A2 trasa B65 staje się częścią szlaku E66. Tuż przed granicą Gleisdorfer Straße biegnie wspólnym śladem z Güssinger Straße. Na dawnym przejściu granicznym z Węgrami łączy się z tamtejszą krajową "ósemką".